# Scopula francki
Scopula francki là một loài bướm đêm trong họ Geometridae.